# ديانا ووكر
ديانا ووكر (بالإنجليزية: Diana Walker)‏ هي مصورة وصحفية أمريكية، ولدت في 20 يناير 1942 في واشنطن العاصمة في الولايات المتحدة.

## وصلات خارجية
- ديانا ووكر على موقع قاعدة بيانات برودواي على الإنترنت (الإنجليزية)